# Masanori Sanada
Masanori Sanada (jap. 真田 雅則, Sanada Masanori; * 6. März 1968 in Shizuoka; † 6. September 2011 ebenda) war ein japanischer Fußballspieler.
Am 6. September 2011 starb er in Shizuoka im Alter von 43 Jahren.

## Karriere

### Verein
Sanada spielte in der Jugend für die Juntendo-Universität. Er begann seine Karriere bei All Nippon Airways, wo er von 1990 bis 1992 spielte. 1992 folgte dann der Wechsel zu Shimizu S-Pulse. Er trug 1999/00 zum Gewinn der Asienpokal der Pokalsieger bei. 2004 beendete er seine Spielerkarriere.

### Nationalmannschaft
Sanada wurde 1988 in den Kader der japanischen B-Fußballnationalmannschaft berufen und kam bei der Asienmeisterschaft 1988 zum Einsatz.

## Errungene Titel
- Asienpokal der Pokalsieger: 1999/00
- J. League Cup: 1996